# Brachymyrmex coactus
Brachymyrmex coactus är en myrart som beskrevs av Mayr 1887. Brachymyrmex coactus ingår i släktet Brachymyrmex och familjen myror.

## Underarter
Arten delas in i följande underarter:
- B. c. coactus
- B. c. nictitans
- B. c. robustus